# Monnaie de sang
Pour les articles homonymes, voir Monnaie (homonymie).
Monnaie de sang (Flesh and Blood, dans l'édition originale en anglais) est un roman policier et thriller américain de Patricia Cornwell publié en 2014. C'est le vingt-deuxième roman de la série mettant en scène le personnage de Kay Scarpetta.

## Éditions
Édition originale américaine
- (en) Patricia Cornwell, Flesh and Blood : A Scarpetta Novel, New York, William Morrow and Company, 11 novembre 2014, 384 p. (ISBN 978-0-06-232534-1)

Édition française
- Patricia Cornwell et Andrea H. Japp (traductrice) (trad. de l'anglais), Monnaie de sang : roman [« Flesh and Blood »], Paris, Éditions des Deux Terres, 25 mars 2015, 455 p. (ISBN 978-2-84893-215-6, BNF 44293251)
- Patricia Cornwell et Andrea H. Japp (traductrice) (trad. de l'anglais), Monnaie de sang [« Flesh and Blood »], Paris, Librairie générale française, coll. « Le Livre de poche Thriller », 2 mars 2016, 599 p. (ISBN 978-2-253-16403-6, BNF 44520640)